# L'Île de Silicium
L'Île de Silicium (titre original : 荒潮) est le premier roman de l'écrivain chinois de science-fiction Chen Qiufan (en), paru en 2013 en Chine puis traduit en français et publié en 2022. Il est inspiré par la décharge de Guiyu en Chine, le plus grand centre de recyclage de déchets électroniques au monde.

## Résumé
Xiomi est une « déchetiste », une migrante travaillant sur l'Île de Silicium. Au milieu d'un conflit opposant des clans de déchetistes, des investisseurs américains et des écoterroristes, Xiaomi fait une étrange découverte.